# Centre d'art et de technologie des médias de Karlsruhe
Le Centre d'art et des médias de Karlsruhe (en allemand : Zentrum für Kunst und Medien Karlsruhe, jusqu'à 2016: Zentrum für Kunst und Medientechnologie Karlsruhe), est une institution culturelle fondée en 1989 et occupant depuis 1997 un bâtiment industriel classé monument historique, une ancienne manufacture de munitions de Karlsruhe, Allemagne. Il organise des expositions temporaires et des manifestations thématiques, effectue des recherches et réalise des productions dans le domaine des nouveaux médias, tout en proposant des programmes pédagogiques pour le grand public et pour les groupes.
Sous son toit, le ZKM abrite deux musées, trois centres de recherche ainsi qu’une médiathèque ; il réunit ainsi la recherche et la production, les expositions et les manifestations, les archives et les collections en un même lieu. Il intervient au carrefour de l’art et de la science et s’imprègne des nouvelles recherches dans le domaine des technologies des médias pour les développer. Au directeur fondateur Heinrich Klotz, décédé en juin 1999, a succédé à partir du 1er janvier 1999 le professeur Peter Weibel,, qui a dirigé le ZKM jusqu'à sa mort le 1er mars 2023. Depuis le 1er avril 2023 le ZKM est dirigé par Alistair Hudson,.
En dehors du ZKM, le bâtiment de l’ancienne manufacture de munitions accueille également l’École nationale supérieure d'art et de design (Staatliche Hochschule für Gestaltung Karlsruhe), ainsi que la Galerie de Karlsruhe (Städtische Galerie Karlsruhe), un musée consacré aux artistes de la ville.
En 2022, il a été annoncé qu'Alistair Hudson serait nommé à la suite de Peter Weibel, pour diriger le ZKM.

## Histoire
La création du Centre d'art et de technologie des médias remonte au début des années 1980. En 1986, dans le contexte d’une importance croissante des médias et d’une rapide évolution dans le monde de l’art, des représentants de la municipalité, de l’Université de Karlsruhe, de l’École supérieure de musique, du Centre de recherche nucléaire de Karlsruhe et d’autres institutions ainsi que des représentants du milieu artistique à Karlsruhe se réunissent pour fonder le Groupe de projet ZKM. En février 1988, le Groupe de projet ZKM présente son plan de travail dénommé Concept 88 dans lequel cette initiative décrit la réunion des arts et des nouveaux médias prévue sur le plan théorique et pratique.
La mise en place d’un conseil de fondation en 1989 et la nomination de Heinrich Klotz en tant que premier directeur permettent ensuite de concrétiser le projet du ZKM. La création du ZKM est marquée par trois dates: la résolution du conseil municipal de Karlsruhe le 9 mai 1989, la décision du conseil des ministres du Land de Bade-Wurtemberg le 3 juin 1989 et l’entrée en vigueur des statuts le 12 août 1989. Dans les premiers temps suivant la fondation, le ZKM occupe différents bâtiments au centre-ville. Jusqu’à l’installation à son adresse actuelle, le festival d’art des médias MultiMediale (MultiMediale 1-5, 1989-1997) se déroule tous les deux ans sur des sites chaque fois différents.
Pendant longtemps, un terrain situé au sud de la gare centrale de Karlsruhe est prévu comme emplacement final du ZKM. À cet effet, et dans l’idée de construire un nouveau bâtiment, le ZKM organise un concours international d’architecture en mars 1989 d’où ressortira le projet visionnaire de l’architecte néerlandais Rem Koolhaas. Pour des raisons de coût et de manque d’espace, la construction du »Cube de Koolhaas« n’est cependant pas réalisée, et en 1992, le ZKM décide de réaménager le bâtiment de l’ancienne manufacture.
Karlsruhe opte pour la réutilisation d’une ruine industrielle appelée »Hallenbau A«, construite entre 1914 et 1918 par l’architecte Philipp Jakob Manz et destinée à servir de manufacture d’armes et de munitions. Ce bâtiment, réparti en dix cours intérieures et totalisant une longueur de 312 mètres, se situe sur l’ancien emplacement de la société »Industriewerke Karlsruhe Augsburg« (IWKA), une friche industrielle qui depuis les années 1970 séparait le centre-ville des quartiers avoisinants au sud-ouest. Le réaménagement et la construction annexe du Cube des Médias s’inspirant de l’ébauche de Koolhaas commencent en 1993 d’après les projets du bureau hambourgeois Schweger. Lorsque le ZKM emménage dans le »Hallenbau A« en 1997, il dispose, en dehors de studios et d’instituts destinés à la recherche et à la production, d’un théâtre des médias, de salles de concerts et de manifestations, d’une médiathèque ainsi que d’un musée des médias. Dans un deuxième temps, le réaménagement du bâtiment est complété par les espaces consacrés au Musée d’Art Contemporain (1999) et à l’école de design associée au ZKM, la Staatliche Hochschule für Gestaltung Karlsruhe (2001). En 2004-2005, le Musée d’Art Contemporain intègre le ZKM,.

## Idée directrice
« Le ZKM se fixe comme objectif d’évaluer les potentiels naissant d’une relation entre les arts traditionnels et la technologie des médias pour obtenir des résultats novateurs. Le but étant un enrichissement des arts, et non leur amputation par la technique. Les arts traditionnels et les arts des médias doivent donc se mesurer les uns aux autres. Les deux parties disposent, chacune pour soi et ensemble, d’un lieu au ZKM qui encourage leur développement. En cela, le Bauhaus de Weimar fondé en 1919 peut valoir de modèle. »

— (Heinrich Klotz)
Formulée en 1992 par le directeur Heinrich Klotz, cette idée directrice est mise en œuvre et développée au cours des années suivantes. À présent, les activités du ZKM sont marquées par quatre pensées directrices.
- Le ZKM est un lieu consacré à toutes les formes d’art du présent. Il se conçoit comme une plateforme destinée aux expérimentations transdisciplinaires entre les arts figuratifs et les arts de la performance. La recherche, la production et la présentation comprennent toutes les formes médiales et tous les procédés: de la peinture à l’huile à l’application iPhone, de la composition classique à l’échantillonnage. Les expositions, les publications et les congrès scientifiques proposent de nouvelles approches de sujets actuels et ont pour but de mettre à l’ordre du jour des thèmes innovants et novateurs.
- Tout le monde, indépendamment de l’âge et du pays d’origine, est invité à découvrir les arts au ZKM. C’est un établissement ouvert d’esprit qui encourage ses visiteurs à participer à des projets, à échanger des idées et à discuter. Il réunit des acteurs de tous les secteurs de la société, du domaine artistique, scientifique, politique et économique, pour discuter et débattre de sujets essentiels du présent et de l’avenir.
- Conçu comme un centre de recherche et de production intervenant au niveau théorique et pratique, le ZKM réunit des artistes et des scientifiques de différentes disciplines. L’utilisation de méthodes hors du commun aboutit à la création d’œuvres artistiques innovantes ainsi qu’au développement de nouvelles connaissances et d’idées novatrices.
- En collectionnant et en conservant des œuvres d’art et des appareils historiques ainsi qu’en constituant de vastes archives portant sur les arts du XXe et du XXIe siècle, le ZKM affirme son rôle de conservateur de l’héritage culturel. Un accent est mis en particulier sur la conservation de »l’art numérique«.

## Le ZKM
Sous son toit, le ZKM | Karlsruhe abrite une collection d'art contemporain, des archivs, un institut de recherche et de production artistique (Hertz-Lab), une bibliothèque avec la Medialounge, un laboratoire ainsi que plusieurs salles de spectacles:
Musées
- ZKM | Musée des médias (1997–2016)
- ZKM | Musée d'art contemporain (1999–2016)

Instituts de recherche et de production
- ZKM | Hertz-Lab (depuis 2017)[15]

- ZKM | Institut des médias visuels (1991–2016)
- ZKM | Institut de musique et d'acoustique (1990–2016)
- ZKM | Institut des médias, de l'éducation et de l'économie (2002–2015)

Laboratoire
• ZKM | Laboratoire de systèmes vidéo anciens (depuis 2014)
Salles de spectacles du ZKM
- ZKM Théâtre multimédia
- ZKM Salle de conférences
- ZKM Cube

Les espaces d'exposition ainsi que la bibliothèque et son espace Médialounge sont accessibles au public. En outre, le foyer du ZKM propose à ses visiteurs le point d’information, la boutique du musée et le café-restaurant »mint«,.

## Expositions et manifestations

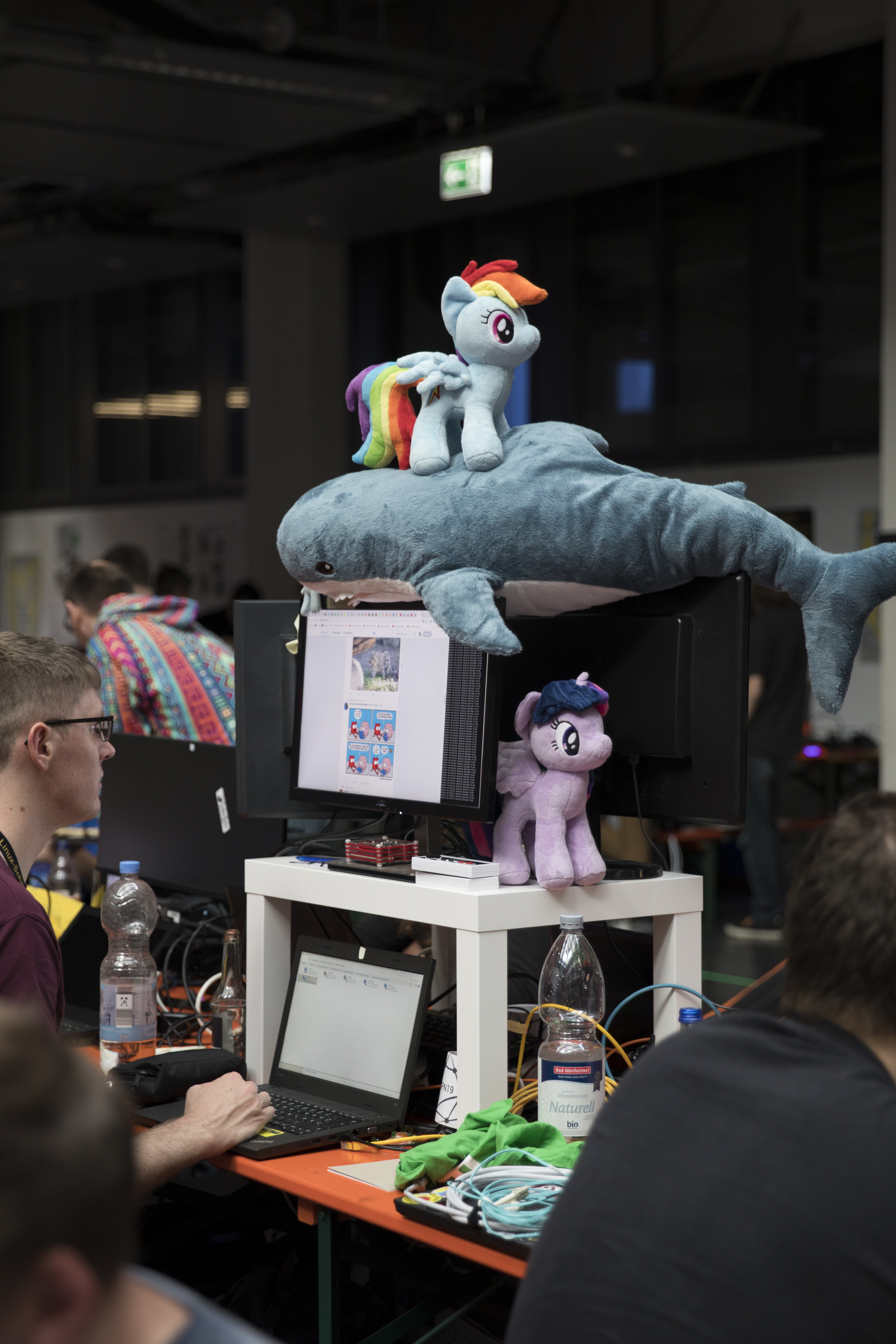
Musée des Médias, Karlsruhe.

Les expositions et les manifestations organisées au sein du ZKM présentent des positions et des sujets issus de l’art contemporain, elles mettent en lumière également des artistes et des mouvements artistiques presque oubliés aujourd’hui, ainsi que des œuvres d’art associant des médias et des genres divers, de l’application iPhone à la peinture à l’huile.

### Le ZKM | Musée des Médias
Le département "Musée des Médias" et le département "Musée d'art contemporain" ont été dissous en 2017 et intégrés dans la nouvelle structure globale du ZKM. En point de mire, le Musée des Médias, qui a ouvert ses portes en 1997, s'est penché sur l’histoire et la critique sociale des Nouveaux Médias qui modifient le contexte de notre vie depuis près de 50 ans. L’ordinateur, le téléphone et Internet intègrent progressivement la société et la vie de chaque individu et les équipements techniques occupent une place de plus en plus importante. En outre, le Musée des Médias se focalise sur l’interaction entre l’individu et l’œuvre: c’est grâce aux actions et aux réactions des visiteurs que des œuvres d’art peuvent naître; ainsi, l’individu devient lui-même un élément constitutif de l’installation, ce qui lui permet d’explorer la manière dont il conçoit les nouvelles technologies. Au travers d’œuvres d’art médiatiques et d’installations interactives, les artistes et les scientifiques questionnent les développements technologiques s’appliquant aux médias ainsi que les visions des créateurs. Les expositions temporaires »net_condition. Art et politique de l’art dans l’univers en ligne«, (net_condition. Kunst/Politik im Online-Universum) (septembre 1999 - février 2000), »Iconoclash. Au-delà des guerres d’images dans la science, la religion et l’art«, (Iconoclash. Jenseits der Bilderkriege in Wissenschaft, Religion und Kunst) (mai - septembre 2002), »bit international« (février 2008 - janvier 2009) ou »Digital Art Works.
The Challenges of Conservation«, (octobre 2011 - février 2012) ont été très remarquées sur le plan national et international.

### Le ZKM | Musée d'art contemporain
Du décembre 1999 jusqu'à février 2017, le Musée d’Art Contemporain s'est situé dans les cours intérieures ou atriums 1 et 2 de l’ancienne manufacture. En 2017, le ZKM a été restructuré et les départements "Musée des médias" et "Musée d'art contemporain" ont été dissous et les collections ont été réunies. Sur une surface d’exposition de 7 000 m2, il a présenté des œuvres issues de collections particulières du Bade-Wurtemberg, notamment des collections FER, Grässlin, Siegfried Weishaupt, de la banque du Land de Bade-Wurtemberg, de la fondation VAF/MART ainsi que la collection Boros (Wuppertal); elles ont été associées à des fonds de la Collection ZKM et à d’autres collections coopérantes. Les expositions temporaires ont montré en premier lieu des œuvres de la seconde moitié du XXe siècle jusqu’aux positions actuelles de l’art contemporain. Depuis 1999, des expositions monographiques se sont tenues ici, entre autres sur Bruce Nauman, Bill Viola, Sigmar Polke, Franz West, Sylvie Fleury, Martin Kippenberger et Tobias Rehberger. Parmi les expositions thématiques spéciales, notons par exemple »Making Things Public. Atmosphères de la Démocratie«,,,, (Making Things Public. Atmosphären der Demokratie)(mars - octobre 2005), »Art de la lumière et lumière artificielle«, (novembre 2005 - août 2006), »La Religion, un Médium«, (Medium Religion) (novembre 2008 - avril 2009) ou encore »The Global Contemporary. Mondes artistiques après 1989«,, (septembre 2011 - février 2012). En outre, d’autres expositions plus petites ont lieu dans les salles du musée consacrées aux projets.

### Manifestations
Parallèlement aux expositions, les manifestations proposées sont une plateforme de rencontre entre visiteurs et acteurs issus de différents milieux, par exemple du domaine politique, économique ou philosophique. Du point de vue de la forme et du contenu, les manifestations varient d’un rendez-vous à l’autre: de l’opéra présenté sur scène multimédia aux performances, spectacles de danse et projections cinématographiques, en passant par les congrès scientifiques et les concerts populaires. Le ZKM est alors simultanément organisateur et partenaire de coopération, au même titre qu’interlocuteur pour la location de salles. Les manifestations ont lieu dans différentes salles, notamment la Salle de conférences, le Théâtre Multimédia, le Foyer et le Cube du ZKM.

## Recherche et production
Les instituts de recherche du ZKM offrent un cadre adéquat pour développer des projets transdisciplinaires. Le travail de recherche est en partie effectué sur place par les collaborateurs du ZKM, mais le plus souvent il se fait dans le contexte de coopérations avec d’autres établissements d’éducation et de recherche. Leur objectif est d’analyser et d’explorer les plus récentes technologies dans le domaine de l’image, de la musique et de la communication du point de vue de leur application et de leur pertinence pour l’art, tout en considérant l’influence de la globalisation des réseaux et de la communication en ligne sur notre société d’information.

### Le ZKM | Institut des médias visuels
Fondé en 1991, l’Institut des médias visuels a interrogé notre culture des médias en évolution permanente, au travers d’une approche créative et critique. En dehors de ses propres créations artistiques, la collaboration avec des artistes internationaux en résidence (William Forsythe, Bill Viola et autres) et la coopération avec des établissements culturels et des instituts de recherche ont constitué les orientations principales du travail de cet institut. Au terme d’un projet, l’institut s'est chargé de présenter les résultats obtenus sous forme d’expositions et de conférences. L’éventail des créations de l’institut s’est étendu de la vidéo numérique et de l’animation 3D aux installations interactives et immersives, des systèmes logiciels permettant la création en temps réel d’environnements naturels et architecturaux jusqu’aux applications audiovisuelles se prêtant à la performance. Jusqu’en 2011, l’un des points forts du travail de recherche de l’institut était constitué par le domaine des environnements immersifs (par ex. PanoramaScreen) qui permet de développer des solutions logicielles et matérielles pour des projets artistiques. En 2011, un nouvel accent a été mis notamment sur le développement de productions en réalité augmentée. En 2017, l'Institut des médias visuels a fusionné avec l'Institut de musique et d'acoustique pour former un nouvel institut de recherche, le Hertz-Lab.

### Le ZKM | Institut de musique et d'acoustique
L’Institut de musique et d'acoustique effectue des recherches et des développements dans le domaine de la musique électroacoustique et expérimentale, ainsi que dans le domaine de la synthèse numérique du son et de la composition algorithmique. Il encadre également des artistes en résidence et des scientifiques au cours de leurs productions, organise des concerts de musique contemporaine et initie des congrès scientifiques et des festivals. Ainsi, chaque année il accueille »next_generation«, le rendez-vous européen des studios électroniques, et »Quantensprünge«, un festival de concerts bisannuel. À cela viennent s’ajouter l’organisation et la remise du prix de musique électronique le mieux doté au monde, le Prix Giga-Hertz, ainsi que, depuis 2009, la remise du prix Walter Fink consacré à la danse, à la musique électronique et aux médias. À l’intérieur du fameux »Cube bleu« du ZKM se trouve un studio d’enregistrement utilisé pour les productions artistiques. En 2017, l'Institut de musique et d'acoustique  a fusionné avec l'Institut des médias visuels pour former un nouvel institut de recherche, le Hertz-Lab.

### Le ZKM | Institut des médias, de l'éducation et de l'économie
Fondé en 2001, l’Institut des Médias, de l’Éducation et de l’Économie se définit comme un institut de recherche interdisciplinaire orienté vers la pratique. Dans le cadre de recherches commanditées, il se consacre à l’étude scientifique de phénomènes économiques et sociaux qui vont de pair avec l’utilisation des Nouveaux Médias. En termes de projets, l’accent est mis sur l’analyse et la mise en évidence de processus non identifiés jusqu’à présent dans ces domaines, dans le but d’exploiter ensuite de nouvelles ressources. Se basant sur les résultats de ses recherches, l’institut se charge également de conseiller des institutions publiques et des entreprises privées. D’autres sujets de recherche de l’institut sont les »Médias et les immigrants«, la »Communication basée sur Internet« et la »Communication scientifique«. En 2015, l'institut a été dissous.

## Archives et collections
Établie au début des années 1990 par le premier directeur du ZKM, Heinrich Klotz, la Collection ZKM continue de se développer depuis. En 2017, les collections de trois départements historiques "Musée des médias", "Musée d'art contemporain" et "Médiathèque" (collection vidéo et audio) ainsi que des archives ont été réunies dans le nouveau département "Wissen" [Savoir]. La collection est le résultat d’une approche particulière associant divers genres et médias : si autrefois la peinture et la sculpture étaient complètement isolées des nouvelles influences dues à l’art vidéo et à la photographie, les collections du ZKM sont en revanche issues d’une pratique visant à surmonter les genres.
Dès ses débuts, la collection du Musée d’Art Contemporain avait accueilli des œuvres d’art de tous les genres artistiques; la collection du Musée des Médias, en revanche, s’est spécialisée tout de suite dans les œuvres d’art médiatiques et interactives, en majorité créées sur place. Plus de 500 artistes internationaux en résidence au ZKM ont réalisé des œuvres qui, après leur présentation à Karlsruhe, sont venues intégrer la Collection ZKM. Ainsi, le ZKM dispose d’une des plus grandes collections d’arts médiatiques qui remonte aux débuts de l’art vidéo, de l’installation électronique et de l’holographie. On y compte également une collection d’environ 1 200 vidéos d’art et de 13 800 supports audio, non conservés dans le musée, mais rendus accessibles par la Medialounge,du ZKM. Jusqu'à 2022 ils ont été visionnables à partir des quatre fauteuils d’écoute de Dieter Mankau.
Une des premières du genre à s’établir en Allemagne, la Collection Vidéo a permis de faire connaître la vidéo en tant que forme artistique indépendante. La collection comprend des œuvres d’art vidéo des années 1960, 1970 et 1980, et entre autres le magazine vidéo «Infermental». Grâce au Laboratoire pour Systèmes vidéos antiques associé à la médiathèque, d’importantes collections vidéo en provenance d’Europe et des États-Unis ont pu être sauvées et récupérées pendant les dernières années; elles sont actuellement accessibles au public.
La Collection Audio comporte des morceaux de musique contemporaine, avec un accent particulier mis sur la musique électroacoustique. En dehors des enregistrements sonores, des partitions et des ouvrages spécialisés, des photographies historiques et des posters font également partie de la collection. Une importance particulière est attachée aux Archives internationales de Musique électroacoustique numérique (Internationales Digitales Elektroakustisches Musikarchiv, IDEAMA) qui rassemblent des morceaux de musique électroacoustique des débuts jusqu’à nos jours.
En dehors des créations d’art vidéo et de musique électronique, le ZKM acquiert des archives et des documents sur les arts électroniques, c’est-à-dire sur l’art vidéo, la musique électroacoustique, l’art informatique et les formes d’art intermédiales. Ils permettent aux chercheurs de se procurer un savoir et des connaissances sur les évolutions artistiques des 50 dernières années.
La bibliothèque commune au ZKM et à l’École nationale supérieure d’Art et de Design (Staatliche Hochschule für Gestaltung) contient environ 53 000 livres, magazines et supports d’information numériques. Son fonds porte principalement sur l’art des XXe et XXIe siècles et surtout sur les arts médiatiques, l’architecture, le design, la théorie des médias, la cinématographie, la photographie et la musique électroacoustique. Tous les ouvrages de la bibliothèque peuvent être recherchés par Internet.

## Publications
En collaboration avec des éditeurs, le ZKM publie des catalogues d’exposition ainsi que des ouvrages spécialisés venant compléter les expositions monographiques et thématiques.
Publications du ZKM (sélection) :
- Peter Weibel (Ed.): Negative Space. Trajectories of Sculpture in the 20th and 21st Centuries, ZKM | Karlsruhe; MIT Press, Cambridge (Mass.), 2021
- Bruno Latour, Peter Weibel (Eds.): Critical Zones. The Science and Politics of Landing on Earth, ZKM | Karlsruhe; MIT Press, Cambridge (Mass.), 2020.
- Bruno Latour mit Christoph Leclercq (Eds.): Reset Modernity!, The MIT Press, Cambridge, MA, 2016

- Beuys Brock Vostell. Aktion Demonstration Partizipation 1949-1983. (Hrsg.): Peter Weibel, ZKM - Zentrum für Kunst und Medientechnologie, Hatje Cantz, Karlsruhe, 2014,  (ISBN 978-3-7757-3864-4)[52].
- Margit Rosen (Ed.): A Little-Known Story About a Movement, a Magazine, and the Computer's Arrival in Art. New Tendencies and Bit International, 1961–1973, ZKM | Karlsruhe; MIT Press, Cambridge, Massachusetts, 2011
- Hans Belting, Jacob Birken, Andrea Buddensieg, Peter Weibel (Eds.): Global Studies: Mapping Contemporary Art and Culture. ZKM | Karlsruhe; Hatje Cantz, Ostfildern 2011.
- Christoph Blase, Peter Weibel (Eds.): Record again! 40jahrevideokunst.de Teil 2. Hatje Cantz, Ostfildern 2010. Exhibition i.a. at ZKM: Juli 17 – September 6, 2009
- Gregor Jansen, Thomas Thiel (Eds.): Vertrautes Terrain: aktuelle Kunst in & über Deutschland (Contemporary art in & about Germany). ZKM | Karlsruhe; Kehrer, Heidelberg 2009. Exhibition at ZKM: May 22 – October 12, 2008
- Harald Falckenberg, Peter Weibel (Eds.): Paul Thek. The Artist’s Artist. ZKM | Karlsruhe; MIT Press, Cambridge (Mass.) 2009. Exhibition i.a. at ZKM: December 15, 2007 – March 30, 2008
- Peter Weibel, Andrea Buddensieg (Eds.): Contemporary Art and the Museum: A Global Perspective. ZKM | Karlsruhe; Hatje Cantz, Ostfildern 2007
- Peter Weibel, Gregor Jansen (Eds.): light art from artificial light. Light as Medium in 20th and 21st Century Art. ZKM Karlsruhe; Hatje Cantz, Ostfildern 2007 Exhibition „Lichtkunst aus Kunstlicht” at ZKM: November 19, 2005 – August 6, 2006
- Bruno Latour, Peter Weibel (Eds.): Making Things Public. Atmospheres of Democracy. ZKM | Karlsruhe; MIT Press, Cambridge (Mass.) 2005. Exhibition at ZKM: March 20 – Oktober 3, 2005
- Jeffrey Shaw, Peter Weibel (Eds.): Future Cinema. The Cinematic Imaginary After Film. ZKM | Karlsruhe; MIT Press, Cambridge (Mass.) 2003. Exhibition at ZKM: November 16, 2002 – March 30, 2003
- Bruno Latour und Peter Weibel (Eds.): Iconoclash. Beyond the Image Wars in Science, Religion, and Art, ZKM | Karlsruhe; MIT Press, Cambridge, Massachusetts, 2002
- Peter Weibel (Ed.): Olafur Eliasson: Surroundings Surrounded. Essays on Space and Science, ZKM | Karlsruhe; MIT Press, Cambridge, Massachusetts, 2001

Publications au sujet du ZKM (sélection) :
- Rolf Funck, Michael Heck und Peter Weibel (Eds.): Das ZKM Karlsruhe. Die Anfänge der Zukunft, Wilhelm Fink Verlag, Paderborn, 2014,  (ISBN 978-3-7705-5853-7)

- Peter Weibel, Christiane Riedel (Eds.): ZKM Guide 1989–2009. ZKM | Karlsruhe, 2010,  (ISBN 978-3-928201-40-7)
- Jörg Reimann, Peter Weibel (Eds.): 99,9 % und mehr : Künstler-Gruppenprojekte "vor" dem ZKM. Karlsruhe, 2009,  (ISBN 978-3-928201-37-7)
- Hans-Peter Schwarz (Ed.): Medien-Kunst-Geschichte. Prestel, München 1997,  (ISBN 3-7913-1836-5)
- Heinrich Klotz (Ed.): Kunst der Gegenwart. Prestel, München, 1997  (ISBN 3-7913-1835-7)